# بيروكاليخو دي أراغونا
بلدية بيروكاليخو دي أراغونا (بالإسبانية: Berrocalejo de Aragona) هي بلدية تقع في مقاطعة آبلة التابعة لمنطقة قشتالة وليون وسط إسبانيا.

## الديموغرافيا
يبلغ عدد سكان بلدية بيروكاليخو دي أراغونا 49 نسمة عام 2011 (وفقاً للمعهد الوطني للإحصاء الإسباني).
| 41 | 47 | 56 | 52 | 52 | 50 | 49 |